# José Luis Salgado
José Luis Salgado Gómez (3 de abril de 1966) es un entrenador y exfutbolista mexicano. 

## Trayectoria
Jugó en la Selección mexicana que participó en la Copa Mundial de Futbol Estados Unidos 94. 
Fue entrenador del Club León en 2010 por 7 meses, pero fue destituido y sustituido por Sergio Orduña. 
El 8 de agosto de 2011 fue nombrado como director técnico (Interino) del equipo Estudiantes Tecos, en sustitución de José Luis Sánchez Solá. Hasta el 2020 fue auxiliar de Guillermo Vázquez en el equipo Atlético de San Luis.

### Clubes
| Club                      | País                | Año         | Partidos | Goles | Media |
| ------------------------- | ------------------- | ----------- | -------- | ----- | ----- |
| Club Universidad Nacional | México              | 1985 - 1990 | 127      | 3     | 0.02  |
| Tecos de la UAG           | México              | 1990 - 1991 | 19       | 0     | 0     |
| Club de Futbol Monterrey  | México              | 1991 - 1992 | 6        | 0     | 0     |
| Tecos de la UAG           | México              | 1992 - 1995 | 102      | 3     | 0.03  |
| Club América              | México              | 1995 - 2000 | 119      | 3     | 0.03  |
| Club León                 | México              | 2001        | 17       | 0     | 0     |
| Atlético Morelia          | México              | 2001 - 2002 | 9        | 0     | 0     |
| Total en su carrera       | Total en su carrera | 1985 - 2002 | 399      | 9     | 0.02  |

## Selección nacional

### Participaciones en Copas del Mundo
| Mundial                        | Sede           | Resultado        |
| ------------------------------ | -------------- | ---------------- |
| Copa Mundial de Fútbol de 1994 | Estados Unidos | Octavos de final |

### Partidos internacionales
| # | Fecha                   | Rival       | Sede        | Estadio           | Resultado | Competición |
| - | ----------------------- | ----------- | ----------- | ----------------- | --------- | ----------- |
| 1 | 17 de enero de 1987     | El Salvador | Los Ángeles | Memorial Coliseum | 3 - 1     | Amistoso    |
| 2 | 16 de diciembre de 1993 | Brasil      | Guadalajara | Estadio Jalisco   | 0 - 1     | Amistoso    |
| 3 | 29 de marzo de 1995     | Chile       | Los Ángeles | Memorial Coliseum | 1 - 2     | Amistoso    |

## Palmarés

### Campeonatos nacionales
| Título                     | Club              | País   | Año     |
| -------------------------- | ----------------- | ------ | ------- |
| Primera División de México | Estudiantes Tecos | México | 1993/94 |